# یوشی‌هیرو تاکاهاشی
یوشی‌هیرو تاکاهاشی (انگلیسی: Yoshihiro Takahashi؛ زادهٔ ۱۸ سپتامبر ۱۹۵۳) یک مانگاکا اهل ژاپن است.